# 尼古拉耶夫斯克 (伏爾加格勒州)
50°01′N 45°27′E / 50.017°N 45.450°E

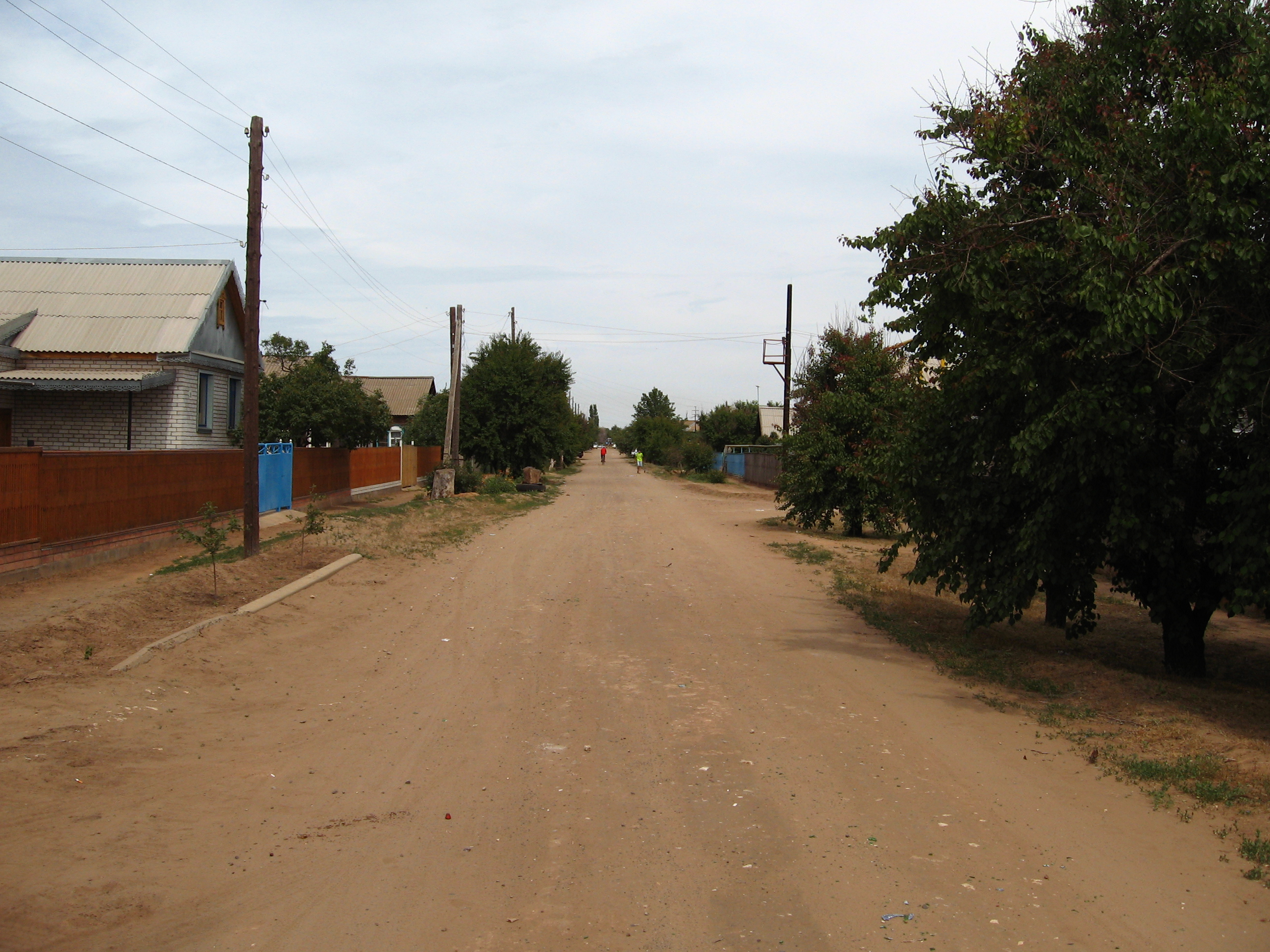
位于尼古拉耶夫斯克的西夫科街

尼古拉耶夫斯克（Никола́евск）是俄羅斯伏爾加格勒州尼古拉耶夫斯克区的一個城市。位於州府伏爾加格勒以北190公里的伏爾加河左岸。2002年人口16,125人。
1747年建立，1967年設市並改現名。